# Mehmet Scholl
Mehmet Tobias Scholl (* 16. Oktober 1970 in Karlsruhe als Mehmet Tobias Yüksel) ist ein ehemaliger deutscher Fußballspieler und späterer -trainer und Sportkommentator. Er spielte als Profi für den Karlsruher SC und den FC Bayern München. 1996 wurde er mit der deutschen Nationalmannschaft Europameister. 2001 gewann er mit Bayern München die Champions League. Außerdem wurde er achtmal deutscher Meister und fünfmal DFB-Pokalsieger.
Scholl war zeitweise Trainer der zweiten Mannschaft des FC Bayern München. Er trat als Experte bei Fußballübertragungen der ARD auf und ist zudem einer der Gründer und Geschäftsführer des Münchner Plattenlabels Millaphon Records.

## Familie und Persönliches
Scholl ist der Sohn eines türkischen Vaters und einer deutschen Mutter. Nach der Scheidung heiratete seine Mutter ein zweites Mal. Sie und ihr Sohn nahmen den neuen Familiennamen Scholl an. Mehmet Scholl ist ein Cousin des Comiczeichners Jan-Michael Richter. Er hat aus erster Ehe den Sohn Lucas, der lange Zeit in den Jugendmannschaften des FC Bayern München spielte, teilweise mit seinem Vater als Trainer. Mehmet Scholl heiratete 1993 in erster Ehe Susanne Pfannendörfer, die Ehe hielt bis 1996. 2007 heiratete er seine langjährige Lebensgefährtin Jessica, mit der er zwei Töchter hat. Ende des Jahres 2016 trennte sich das Paar.
In Karlsruhe legte Scholl das Abitur am Gymnasium Neureut ab. Mit seiner Karlsruher Sportkegelmannschaft wurde er deutscher Vizejugendmeister; auch später betrieb er Kegeln als Sport, dabei auch in der 1. Mannschaft der Sportkegelabteilung des FC Bayern München.

## Spielerkarriere

### Vereinskarriere
Mehmet Scholl begann seine Profikarriere 1989 beim Karlsruher SC. Er wurde 1992 vom deutschen Rekordmeister FC Bayern München verpflichtet, bei dem er bei seinem Abschied 2007 der dienstälteste und nach errungenen Titeln erfolgreichste Profi der Mannschaft war.

#### Beginn in Karlsruhe
Seine Fußballkarriere begann er beim SV Nordwest Karlsruhe. Ein Jahr nach seinem ehemaligen Mitspieler Michael Sternkopf wechselte auch er in die C-Jugend des Bundesligisten Karlsruher SC. Im April 1990 schaffte er dort den Sprung ins Profigeschäft, debütierte gegen den 1. FC Köln mit einem Treffer in der Bundesliga. In seinen ersten drei Bundesliga-Jahren beim KSC wurde schnell sein Talent als technisch versierter Mittelfeldspieler erkennbar, so dass sich 1992 der FC Bayern München erfolgreich um Scholl bewarb.

#### FC Bayern
Scholl setzte sich schnell beim FC Bayern durch, gleich in seiner ersten Saison brachte er es in der Bundesliga auf 31 Einsätze. Gleichzeitig wurde er in den Medien zum Teenie-Idol hervorgehoben.
Mit dem FC Bayern wurde er achtmal deutscher Meister, womit er ab 2006 alleiniger Rekordhalter war, bis seine ehemaligen Mitspieler Oliver Kahn, Bastian Schweinsteiger und Philipp Lahm 2008, 2015 und 2017 gleichziehen konnten; später wurde diese Bestmarke von gleich mehreren Spielern überboten. Je fünfmal wurde Scholl mit dem FC Bayern DFB- und Ligapokal-Sieger. 1996 gewann er den UEFA-Pokal. 2001 – der Höhepunkt seiner Vereinslaufbahn (obwohl er in diesem Spiel einen Elfmeter verschoss) – wurde er Champions-League-Sieger im Finale gegen den FC Valencia. Beim Spiel um den Weltpokal im Herbst desselben Jahres in Tokio (1:0 nach Verlängerung gegen die Boca Juniors aus Argentinien) fehlte er verletzungsbedingt. Insgesamt bestritt er 88 Spiele in den europäischen Vereinswettbewerben, in denen er 18 Treffer erzielen konnte.
Scholl litt während seiner Spielerlaufbahn unter vielen, teils schweren Verletzungen. Am 19. Mai 2007, dem 34. Spieltag, beendete er seine Bundesligakarriere beim 5:2-Sieg der Bayern gegen den 1. FSV Mainz 05 mit seinem Treffer zum 2:0. Am 15. August 2007 fand in der Allianz Arena gegen den FC Barcelona Scholls Abschiedsspiel statt, das zugleich die erste Begegnung des Franz-Beckenbauer-Pokals war. Der FC Barcelona gewann mit 1:0. Am selben Abend wurde Scholl zum Ehrenspieler des FC Bayern München ernannt und übergab seine Rückennummer 7 dem Franzosen Franck Ribéry.
In der Zeit vor seinem Abschied vom Profifußball wurde Mehmet Scholl von den beiden Filmemachern Ferdinand Neumayr und Eduard Augustin porträtiert. Mit der Dokumentation Frei:Gespielt – Mehmet Scholl: Über das Spiel hinaus setzten sie ihm ein filmisches Denkmal.

### Nationalspieler
1995 wurde er Nationalspieler, ein Jahr später gewann er mit Deutschland die Fußball-Europameisterschaft 1996 in England. Dort war er kein Stammspieler, wurde jedoch drei Mal von Beginn an eingesetzt: im Viertel- und im Halbfinale und schließlich im Finale. Im Endspiel gegen Tschechien wurde er beim Stand von 0:1 für Tschechien in der 69. Minute gegen Oliver Bierhoff ausgewechselt, der dann den Ausgleich und in der Verlängerung das Golden Goal erzielte.
Mehmet Scholl hatte einen schwierigen Stand beim damaligen Bundestrainer Berti Vogts, sodass er trotz guter Leistungen in der Liga nicht für die Weltmeisterschaft 1998 in Frankreich nominiert wurde.
Er nahm auch an der Europameisterschaft 2000 teil, bei der er das einzige Tor der deutschen Nationalmannschaft im ersten Gruppenspiel beim 1:1 gegen Rumänien erzielte. So galt er gerade um das Jahr 2000 als einer der besten und kreativsten Mittelfeldspieler der Welt.
Am 23. April 2002, also kurz vor der Fußball-Weltmeisterschaft 2002 in Japan und Südkorea, veranlasste ihn seine angeschlagene Gesundheit, als Nationalspieler zurückzutreten. So hat Scholl trotz seiner Erfolge nie an einer Weltmeisterschaftsendrunde teilgenommen.

### Karriereübersicht
| Verein             | Liga               | Saison             | Liga   | Liga | DFB-Pokal | DFB-Pokal | Europapokal | Europapokal | andere | andere | gesamt | gesamt |
| Verein             | Liga               | Saison             | Spiele | Tore | Spiele    | Tore      | Spiele      | Tore        | Spiele | Tore   | Spiele | Tore   |
| ------------------ | ------------------ | ------------------ | ------ | ---- | --------- | --------- | ----------- | ----------- | ------ | ------ | ------ | ------ |
| Karlsruher SC      | Bundesliga         | 1989/90            | 3      | 1    | -         | -         | -           | -           | -      | -      | 3      | 1      |
| Karlsruher SC      | Bundesliga         | 1990/91            | 27     | 6    | 1         | 0         | -           | -           | -      | -      | 28     | 6      |
| Karlsruher SC      | Bundesliga         | 1991/92            | 28     | 4    | 2         | 1         | -           | -           | -      | -      | 30     | 5      |
| gesamt             | gesamt             | gesamt             | 58     | 11   | 3         | 1         | -           | -           | -      | -      | 61     | 12     |
| FC Bayern München  | Bundesliga         | 1992/93            | 31     | 7    | 2         | 0         | -           | -           | -      | -      | 38     | 7      |
| FC Bayern München  | Bundesliga         | 1993/94            | 27     | 11   | 2         | 1         | 4           | 1           | -      | -      | 33     | 13     |
| FC Bayern München  | Bundesliga         | 1994/95            | 31     | 9    | 1         | 0         | 10          | 3           | 1      | 0      | 43     | 12     |
| FC Bayern München  | Bundesliga         | 1995/96            | 30     | 10   | 2         | 0         | 11          | 5           | -      | -      | 43     | 15     |
| FC Bayern München  | Bundesliga         | 1996/97            | 23     | 5    | 3         | 1         | 2           | 0           | -      | -      | 28     | 6      |
| FC Bayern München  | Bundesliga         | 1997/98            | 32     | 9    | 6         | 2         | 8           | 0           | 2      | 0      | 48     | 11     |
| FC Bayern München  | Bundesliga         | 1998/99            | 13     | 4    | 2         | 0         | 3           | 0           | -      | -      | 18     | 4      |
| FC Bayern München  | Bundesliga         | 1999/00            | 25     | 6    | 3         | 1         | 12          | 3           | 2      | 0      | 42     | 10     |
| FC Bayern München  | Bundesliga         | 2000/01            | 29     | 9    | 1         | 1         | 16          | 5           | 2      | 1      | 48     | 16     |
| FC Bayern München  | Bundesliga         | 2001/02            | 18     | 6    | 3         | 1         | 2           | 0           | -      | -      | 23     | 7      |
| FC Bayern München  | Bundesliga         | 2002/03            | 18     | 4    | 4         | 0         | 4           | 0           | 1      | 0      | 27     | 4      |
| FC Bayern München  | Bundesliga         | 2003/04            | 5      | 0    | 2         | 1         | 1           | 0           | 1      | 0      | 9      | 1      |
| FC Bayern München  | Bundesliga         | 2004/05            | 20     | 3    | 2         | 1         | 5           | 1           | -      | -      | 27     | 5      |
| FC Bayern München  | Bundesliga         | 2005/06            | 18     | 3    | 3         | 2         | 6           | 0           | -      | -      | 27     | 5      |
| FC Bayern München  | Bundesliga         | 2006/07            | 14     | 1    | 1         | 0         | 4           | 0           | 1      | 0      | 20     | 1      |
| gesamt             | gesamt             | gesamt             | 334    | 87   | 37        | 11        | 88          | 18          | 10     | 1      | 469    | 117    |
| Karriere insgesamt | Karriere insgesamt | Karriere insgesamt | 392    | 98   | 40        | 12        | 88          | 18          | 10     | 1      | 530    | 129    |

## Nach der Spielerkarriere

### Sportkommentator und Moderator

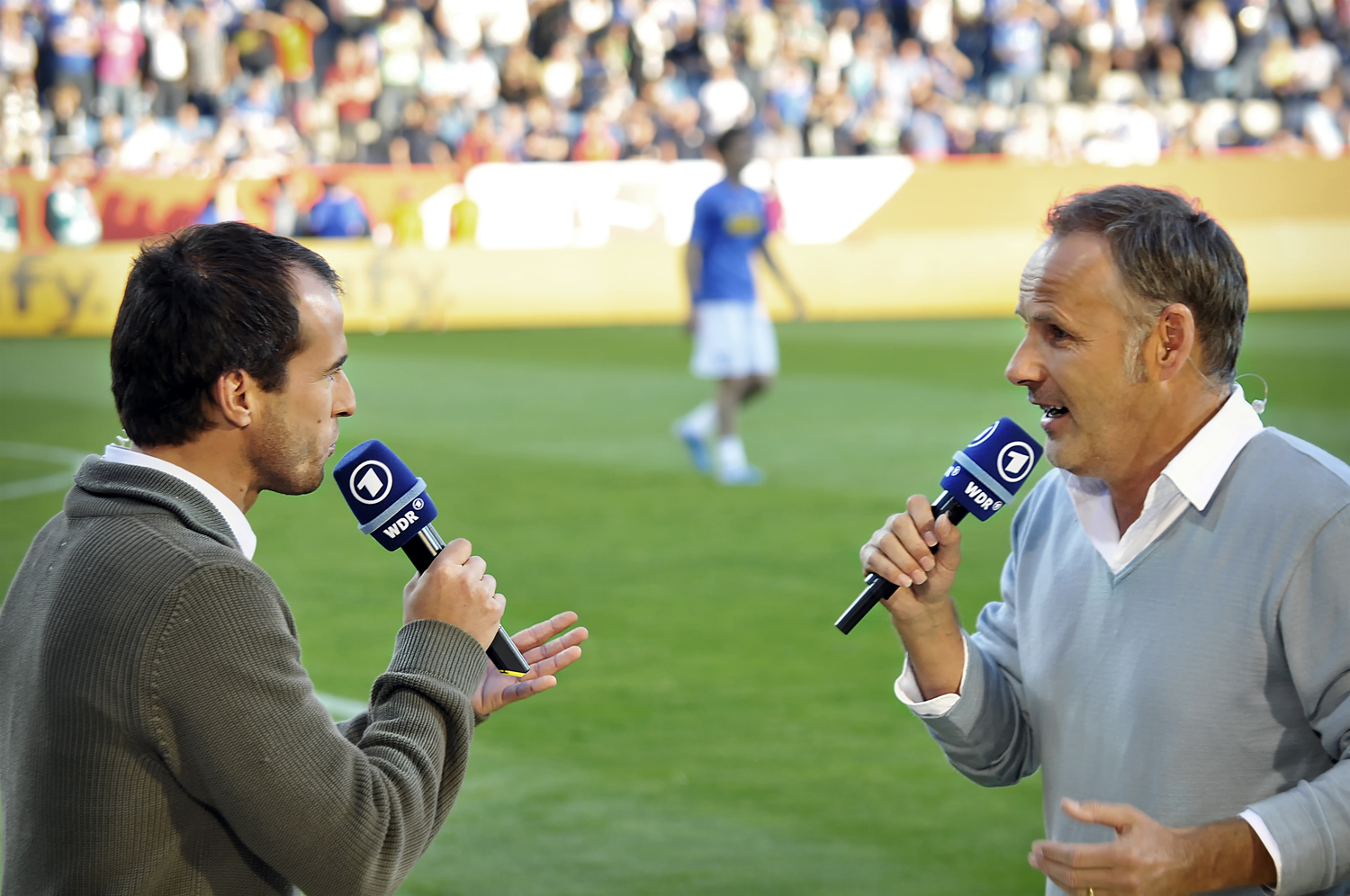
Mehmet Scholl mit Reinhold Beckmann beim Relegationsspiel zwischen Bochum und Gladbach (2011)

Im März 2008 engagierte die ARD Mehmet Scholl, der schon als Spieler für seine „markigen Sprüche“ bekannt war, als Experten für die Fußball-EM. An der Seite von Reinhold Beckmann kommentierte und analysierte er Spiele bei TV-Übertragungen. Nach der Fußball-WM 2010 beerbte er Günter Netzer als Experte. Im November 2011 beschloss die ARD die Fortsetzung der Zusammenarbeit mit Scholl bis zum Ende der Fußball-WM 2014 in Brasilien. Danach wurde der Vertrag noch zweimal verlängert, er lief noch bis zur WM 2018. Am 10. August 2017 lösten Scholl und die ARD ihren Vertrag auf. Seit Scholl bei den beiden Halbfinalspielen des Confed Cups fehlte, gab es Berichte über die Gründe. In seiner Sendung „Mehmets Schollplatten“ im Bayerischen Rundfunk äußerte er sich dazu: „Konkret war es vor den Halbfinalspielen beim Confed Cup zwischen Deutschland und Mexiko sowie Chile und Portugal um einen Bericht über Doping in der russischen Fußballnationalmannschaft bei der WM vor drei Jahren gegangen." Scholl sagte im BR-Hörfunk, dass ihm die Vorberichterstattung zu negativ gewesen sei, und das nicht zum ersten Mal. An diesem Tag habe dieses Doping-Thema „nichts in der Sendung verloren“ gehabt, sagte Scholl. ‚Es hatte in dem Moment überhaupt keine Relevanz.‘ (Veröffentlicht in der Ausgabe des Stern vom 7. August 2017). Da haben die gesagt, die bleibt nicht draußen und ich darf mich nicht ins Programm einmischen. Da habe ich gesagt: ‚Ich gehe. Und dann bin ich gegangen.‘“ Diese Aktion wird von den Medien als Grund der Vertragsauflösung angenommen.
Scholl sorgte mehrmals für Kontroversen bei seiner Arbeit als ARD-Experte. So sagte er während der EM 2012 über den nach seiner Einschätzung zu passiven Stürmer Mario Gómez: „Ich hatte zwischendurch Angst, dass er sich wund liegt und mal gewendet werden muss“. Später bat Scholl für diese Aussage um Entschuldigung.
Als Indie-Rock-Fan präsentierte er zunächst nur bis Juni 2012 zusammen mit Achim Bogdahn im Zündfunk-Nachtmix auf Bayern 2 am ersten Freitag im Monat „Mehmets Schollplatten“ und gab als Abschiedsgrund sein damaliges berufliches Engagement als Trainer an. Vom Februar 2014 bis zum April 2021 moderierte er die Sendung erneut, die normalerweise jeden ersten Sonntag eines Monats von 23:05 Uhr bis 24:00 Uhr ausgestrahlt wurde. 2011 gründete er zusammen mit Till Hofmann und Gerd Baumann das Musik-Label Millaphon Records.

### Trainer

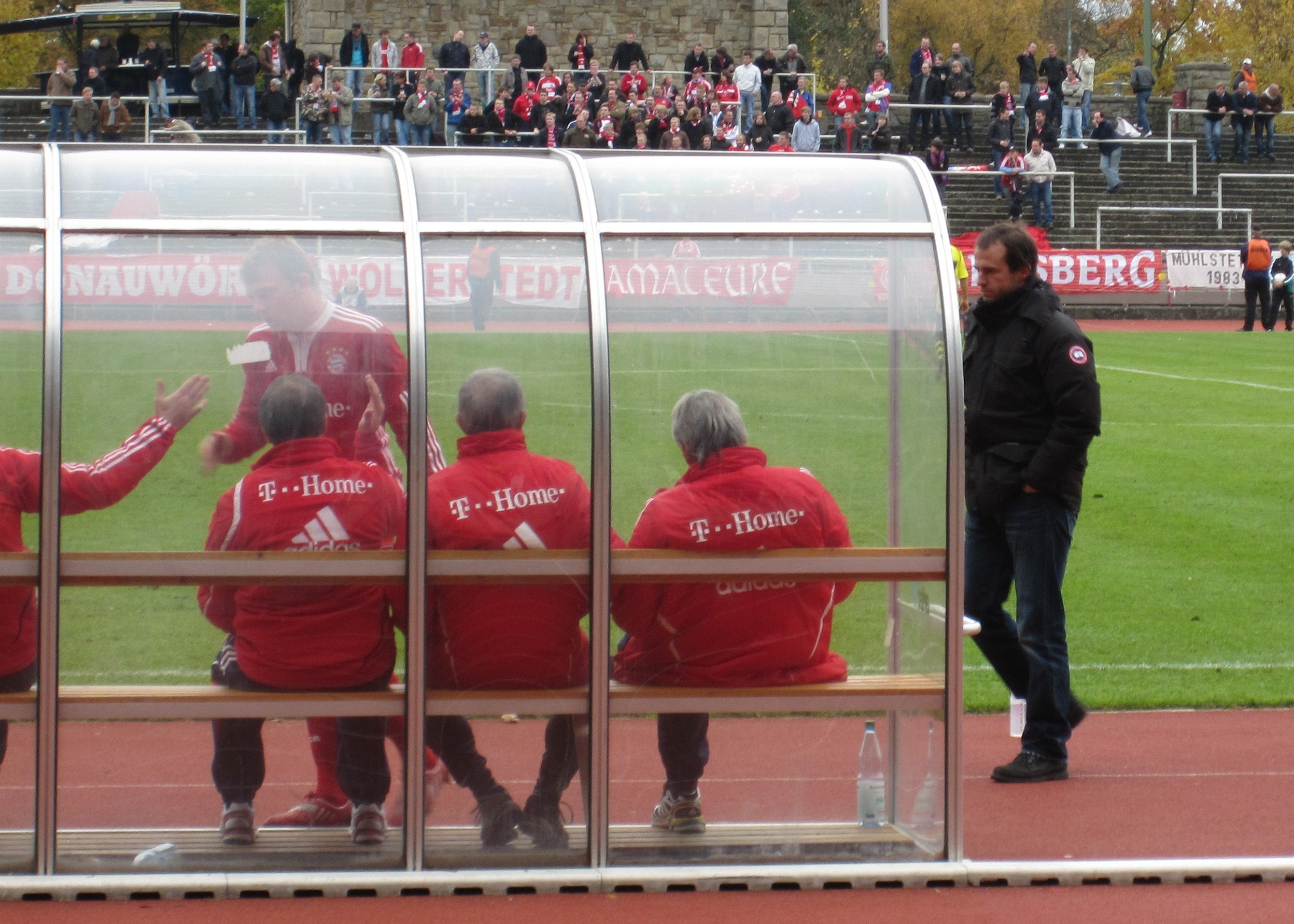
Scholl als Trainer der zweiten Mannschaft des FC Bayern München am 24. Oktober 2009 im Stadion Rote Erde in Dortmund (rechts)

Im Frühjahr 2008 absolvierte Scholl eine Trainerausbildung zum Erwerb der B-Lizenz. Ab dem 21. Oktober 2008 trainierte er die U13-Junioren des FC Bayern München, bei denen auch sein Sohn spielte.
Am 27. April 2009 übernahm Scholl den Posten als Interimstrainer der zweiten Mannschaft des Vereins, da Hermann Gerland übergangsweise Co-Trainer der ersten Mannschaft wurde. Da Gerland auch in der Saison 2009/10 als Co-Trainer der ersten Mannschaft tätig blieb, betreute Scholl die Drittligamannschaft weiter. Hierfür ist allerdings seitens des DFB eine Lizenz als Fußballlehrer erforderlich. Der FC Bayern musste eine Strafe in nicht bekannter Höhe zahlen, weil Scholl explizit nicht als Teamchef, sondern als Trainer eingestellt worden war.
Seine Trainerausbildung zum Erwerb der A-Lizenz absolvierte er Ende 2009 in Oberhaching.
Im April 2010 kündigte Scholl an, seine Trainertätigkeit beim FC Bayern München zum Ende der Saison 2009/10 aufzugeben und den Verein nach insgesamt 18 Jahren zu verlassen, um sich auf seine TV-Karriere zu konzentrieren.
Im März 2012 absolvierte er den Fußballlehrer-Lehrgang des DFB und erhielt damit die UEFA-Pro-Lizenz. Mit Beginn der Saison 2012/2013 übernahm Scholl wieder die Arbeit als Trainer der zweiten Mannschaft des FC Bayern München. Am 25. Januar 2013 verkündete er seinen Abgang als Trainer der Bayern-Amateure zum Saisonende aufgrund des Interessenskonflikts mit seiner Tätigkeit als TV-Kommentator. Zuvor hatte die Führung des FC Bayern Scholls Fernsehengagement wiederholt kritisiert.

## Titelgewinne

### Nationalmannschaft
- Europameister: 1996

### Verein
International
- Champions-League-Sieger: 2001
- UEFA-Cup-Sieger: 1996
- Weltpokal-Sieger: 2001

National
- Deutscher Meister (8): 1994, 1997, 1999, 2000, 2001, 2003, 2005, 2006
- Deutscher Pokalsieger (5): 1998, 2000, 2003, 2005, 2006
- Deutscher Ligapokalsieger (5): 1997, 1998, 1999, 2000, 2004

## Diskografie
- 2002: Mehmet Scholl kompiliert. Vor dem Spiel ist nach dem Spiel
- 2004: Mehmet Scholl kompiliert. Vor dem Spiel ist nach dem Spiel. Vol. 2
- 2007: Frei:Gespielt – Mehmet Scholl: Über das Spiel hinaus (OST)
- 2014: Miss Milla

## Auszeichnungen
- VDV-Spieler des Jahres: 2000[33][34]
- Kicker-Mittelfeldspieler des Jahres: 1996
- Kicker-Mittelfeldspieler des Jahres (offensiv): 2001
- Tor des Monats: Januar 2000,[35] Dezember 2000,[36] Februar 2003[37]
- ESM Team of the Year: 1996, 2001
- Scholl erhielt 1996, 1997 und 2000 den Bravo Sport Gold-Otto
- Mitglied der Hall of Fame des FC Bayern München
- Deutscher Fernsehpreis für die „Beste Sportsendung“[38]
- 2012 erhielt er den Deutschen Fernsehpreis in der Kategorie Beste Sportsendung für die Spielanalysen der Fußball-Europameisterschaft 2012 (Zusammen mit Matthias Opdenhövel).

## Varia

### Rückennummer
Seine Rückennummer 7 wurde zur Saison 2007/08 an Franck Ribéry vergeben, der sie bis Ende der Saison 2018/19 trug. Zu Ribérys Ehren sowie zu Ehren seines Vorgängers Scholl wurde die 7 in der Saison 2019/20 nicht vergeben. Nach der Ära Scholl sollte die 7 bereits damals nicht vergeben werden. Scholl hatte in Abstimmung mit den Vereinsverantwortlichen die Freigabe seiner Rückennummer für Ribéry gegeben. Zur Saison 2020/21 erhielt Serge Gnabry die 7, der in der Vorsaison die 22 getragen hatte. Auch Hansi Flick, der seit November 2019 Cheftrainer der Münchner war, und der Vorstandsvorsitzende Karl-Heinz Rummenigge hatten zu ihrer aktiven Zeit zeitweise die 7 auf dem Rücken.

### Kontroversen
Im September 1994 stellte Hans Linde von der Partei Bündnis 90/Die Grünen Strafanzeige gegen Scholl und warf ihm Verunglimpfung und Volksverhetzung vor. Scholl hatte im Jahrbuch des FC Bayern München als sein Lebensmotto den Satz „Hängt die Grünen, solange es noch Bäume gibt“ angegeben. Scholl und der FC Bayern München baten in einer Stellungnahme um Entschuldigung, nach Einschätzung des damaligen Bayern-Präsidenten Fritz Scherer handelte es sich bei Scholls Satz um „eine flapsige Antwort, die nicht ganz ernst zu nehmen“ sei. Die Anzeige wurde nicht aufrechterhalten, Linde zog sie zurück. Scholl spendete 5000 D-Mark für einen wohltätigen Zweck, in den sich noch im Verkauf befindenden Jahrbuch-Exemplaren wurde der Satz geschwärzt.
Scholl steht nach Angaben vom Spiegel in einer Geschäftsbeziehung mit einer Firma, die Sportler berät, um Maximalerträge aus der Verletztenrente der gesetzlichen Unfallversicherung in Deutschland zu erhalten.